# Hylesia lilex
Hylesia lilex är en fjärilsart som beskrevs av Paul Dognin 1923. Hylesia lilex ingår i släktet Hylesia och familjen påfågelsspinnare. Inga underarter finns listade i Catalogue of Life.